# Chiesa di San Lorenzo de' Arari
La chiesa di San Lorenzo de' Arari è sita in piazza di Santa Chiara a Orvieto.

## Etimologia
Il nome di questo edificio religioso deriva dal fatto che l'altare maggiore di questa chiesa si trova sull'ara di un tempio etrusco.

## Storia
La chiesa venne fondata all'incirca nell'anno 1000. Essa era sita circa cento metri (o 40 canne secondo l'unità di misura dell'epoca) dal sito odierno, però poi la chiesa fu spostata per via delle lamentele del Capitolo di San Costanzo, all'epoca proprietario della zona, i frati di questa congregazione si lamentavano del suono delle campane, secondo le quali le cerimonie in questa chiesa intralciavano le messe alla limitrofa chiesa di San Francesco. Da allora la chiesa fu spostata al sito attuale in piazza di Santa Chiara.
La nuova sistemazione fu attuata nel 1291 in stile romanico e mantenendo l'aspetto originario secondo uno stile orvietano che preferiva l'arte romanica per gli edifici di culto  per volere dell'allora papa Niccolò IV, fu scelto una zona sita su un tempio etrusco. Proprio la zona della mensa dell'altare di questa chiesa si trova sull'ara di questo tempio pagano.

## Descrizione
Lo stile di questa chiesa è romanico classico. La facciata è in tufo locale come così il resto della struttura. Inoltre la facciata è a capanna. Su un lato è posto il campanile a vela, che conferma lo stile minimalista della chiesa, con una bifora ed una monofora. Il portale risale al XV secolo.
L'interno è a tre navate in stile barocco suddiviso da due file di colonne affrescate, esse sono in un totale di dieci. Il ciborio, è in pietra scura e in stile bizantino, è sito in fondo alle navate. L'abside principale è corredato di affreschi ed è affiancato da due absidi minori corredati da un altare minore ciascuno. La luce naturale proveniente dalle monofore illumina la navata centrale, lasciando in penombra le navate laterali. Al soffitto vi sono delle capriate lignee risalenti al '900. Nella cappella centrale vi è un ciborio del XII secolo.
Gli affreschi sulle colonne di sinistra raffigurano la vita di San Lorenzo e risalgono agli inizi del XIV secolo che ha subito vari restauri mentre sulle colonne di destra vi sono dei resti di affreschi della fine del '300 rappresentanti una Madonna con Bambino. Nelle navate laterali vi sono ulteriori resti di affreschi, in particolare, nella navata destra vi sono dei resti di un affresco raffigurante un presepio con Santo Vescovo em in una cappella, un affresco raffigurante una Madonna con bambino e San Lorenzo, mentre gli affreschi nell'abside principale raffigurano Gesù in trono, Maria con i Santi Giovanni, Lorenzo e Francesco. Questi ultimi affreschi sono stati abbondantemente restaurati.